# 田中大斗
田中 大斗（たなか たいと、1992年2月9日 - ）は、兵庫県加古川市出身のハンドボール選手。日本ハンドボールリーグのトヨタ紡織九州所属。

## 経歴
2014年に日本ハンドボールリーグのトヨタ紡織九州へ加入。背番号は「3」。
2015年は第28回ユニバーシアード競技大会の日本代表に選ばれた。
2018-19年シーズンから主将に就任。

## 詳細情報

### 年度別成績
| 年       | チーム         | 試合 | フィールド 得点 | 率   | 7m  | 合計    | 警告 | 退場 | 失格 |
| -------- | -------------- | ---- | --------------- | ---- | --- | ------- | ---- | ---- | ---- |
| 2014-15  | トヨタ紡織九州 | 16   | 55/113          | .487 | 4/4 | 59/117  | 5    | 3    | 0    |
| 2015-16  | トヨタ紡織九州 | 14   | 52/101          | .515 | 0/0 | 52/101  | 3    | 3    | 0    |
| 2016-17  | トヨタ紡織九州 | 16   | 44/83           | .530 | 3/3 | 47/86   | 3    | 2    | 0    |
| 2017-18  | トヨタ紡織九州 | 24   | 34/67           | .507 | 0/0 | 34/67   | 5    | 6    | 0    |
| 2018-19  | トヨタ紡織九州 | 24   | 23/36           | .639 | 0/0 | 23/36   | 0    | 1    | 0    |
| JHL：5年 | JHL：5年       | 94   | 208/400         | .520 | 7/7 | 215/407 | 16   | 15   | 0    |

- 各年度の太字はリーグ最高

### 記録

#### 日本ハンドボールリーグ
- フィールドゴール初得点：2014年10月25日、対北陸電力戦（神埼中央公園体育館）[5]
- 7mスロー初得点：2014年12月6日、対トヨタ車体戦（ウィングアリーナ刈谷）[6]

### 背番号
- 3 (2014年 - )

## 代表歴

### 日本代表U-24
- ユニバーシアード競技大会 (2015年)